# Posterunek opadowy

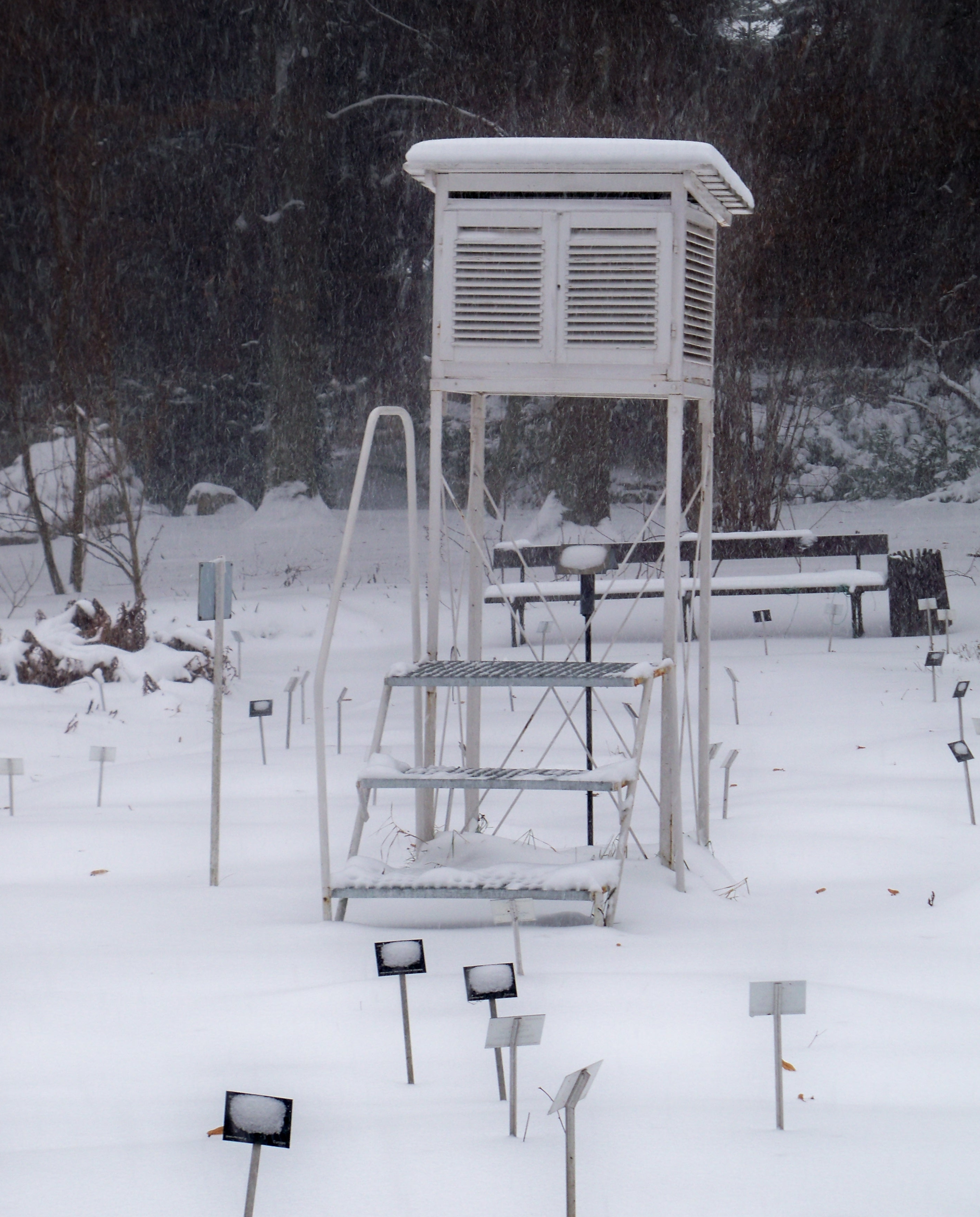
Klatka meteorologiczna

Posterunek opadowy – miejsce wykonywania pomiarów i obserwacji meteorologicznych. Na takich posterunkach obserwator mierzy raz na dobę ilość wody opadowej, która zebrała się w deszczomierzu. W tego typu miejscach zwykle jest obecna także klatka meteorologiczna, która chroni termometry i inne przyrządy meteorologiczne przed bezpośrednim działaniem promieniowania słonecznego, opadów i osadów atmosferycznych oraz podmuchów wiatrów. W Polsce znajduje się 1680 posterunków opadowych. 